# Heinrich Strasser
Heinrich Strasser (ur. 26 października 1948) – austriacki piłkarz występujący na pozycji obrońcy.

## Kariera klubowa
W trakcie kariery piłkarskiej Strasser reprezentował barwy klubów Admira Energie, First Vienna oraz 1. Simmeringer SC.

## Kariera reprezentacyjna
W reprezentacji Austrii Strasser zadebiutował 23 kwietnia 1969 w zremisowanym 1:1 towarzyskim meczu z Izraelem. W 1978 roku został powołany do kadry na Mistrzostwa Świata. Zagrał na nich w meczach z Włochami (0:1) oraz RFN (3:2). Z tamtego turnieju Austria odpadła po drugiej rundzie. W latach 1969–1979 w drużynie narodowej Strasser rozegrał w sumie 26 spotkań.